# NGC 5912
NGC 5912 est une galaxie elliptique située dans la constellation de la Petite Ourse. Sa vitesse par rapport au fond diffus cosmologique est de 7 236 ± 23 km/s, ce qui correspond à une distance de Hubble de 106,7 ± 7,5 Mpc (∼348 millions d'al). NGC 5912 a été découverte par l'astronome germano-britannique William Herschel en 1797.
En raison d'une brillance de surface égale à 14,10 mag/am2, on peut qualifier NGC 5912 de galaxie à faible brillance de surface (LSB en anglais pour low surface brightness). Les galaxies LSB sont des galaxies diffuses (D) avec une brillance de surface inférieure de moins d'une magnitude à celle du ciel nocturne ambiant.
NGC 5909 et NGC 5912 forment une paire de galaxies.